# نادي الكريمية
نادي الكريمية الرياضي هو نادي كرة قدم عراقي، مقره في واسط.

## اطلع ايضاً
- نادي الزبيدية
- نادي الزيتون (العراق)
- نادي سهل نينوى